# ألبرت إدوارد سميث
ألبرت إدوارد سميث هو سياسي كندي، ولد في 20 أكتوبر 1871 في كندا، وتوفي في 1947. حزبياً، نشط في الحزب الشيوعي الكندي (1925 – ) وDominion Labour Party (Manitoba) ‏ (1918 – 1920) وCanadian Labour Party ‏ (1921 – ).